# 上帕霍克
上帕霍克，是匈牙利佐洛州所辖的一个村，总面积7.27平方公里，总人口642，人口密度88.3人/平方公里（2010年1月1日）。